# Диапазон Рекърдс
„Диапазон Рекърдс“ е музикална компания в София, България.

## История
Компанията е създадена от Ненчо Касъмов през 1997 година. Продуцира попфолк изпълнители, които в медийното пространство се изявяват по „Фен ТВ“ и „Балканика ТВ“.

## Изпълнители

### Солови изпълнители
- Елица
- Емилиано
- Емрах
- Синан
- Стилиян
- Теодора
- Тиана
- Тони Стораро
- Фики

### Фолклорни изпълнители
- Гуна Иванова
- Дафина Димитрова
- Илиян Йорданов
- Мелек Ерен
- Радостина Николова
- Стоян Петков
- Филип Синапов
- Хамид Имамски

### Фолклорни оркестри, дуети и групи
- Ива и Велислава Костадинови

### Бивши изпълнители на Диапазон Рекърдс
- Адриана – В Диапазон Рекърдс от 2012 до 2017
- Азис – в Диапазон Рекърдс от 2011 до 2016
- Албена – в Диапазон Рекърдс от 2004 до 2009
- Александра – в Диапазон Рекърдс от 2014 до 2020
- Анна – в Диапазон Рекърдс от 2003 до 2015
- Антонина – в Диапазон Рекърдс от 2012 до 2013
- Ашли – в Диапазон Рекърдс от 2014 до 2022
- Валентина – в Диапазон Рекърдс от 2009 до 2011
- Вероника – в Диапазон Рекърдс от 2009 до 2011
- Веселина – в Диапазон Рекърдс от 2011 до 2017
- Виолета – в Диапазон Рекърдс от 2005 до 2009
- Гергана Димова – в Диапазон Рекърдс от 2013 до 2019
- Джорджия – в Диапазон Рекърдс от 2012 до 2013
- Деси – в Диапазон Рекърдс от 2000 до 2003
- Джаго – В Диапазон Рекърдс само 2000
- Джони – в Диапазон Рекърдс от 1997 до 2002; от 2005 до 2007; от 2020 до 2023
- Дилан – в Диапазон Рекърдс от 2009 до 2012
- Доан – в Диапазон Рекърдс от 2003 до 2006; от 2017 до 2018
- Дора Костова – в Диапазон Рекърдс от 2001 до 2004
- Елена – в Диапазон Рекърдс от 2000 до 2001
- Ерик – в Диапазон Рекърдс от 2007 до 2019
- Зинко – в Диапазон Рекърдс от 1997 до 2000
- Иво Танев – в Диапазон Рекърдс от 1997 до 1999
- Ина – В Диапазон Рекърдс от 1999 до 2004; само 2009
- Лина – В Диапазон Рекърдс от 2023 до 2024
- Лия – в Диапазон Рекърдс от 1997 до 2004
- Кондьо – В Диапазон Рекърдс от 1998 до 2018
- Кристина – в Диапазон Рекърдс от 2012 до 2015
- Марая – в Диапазон Рекърдс от 2010 до 2013
- Марая – в Диапазон Рекърдс от 2018 до 2019
- Моника – в Диапазон Рекърдс от 2005 до 2006
- Мира – в Диапазон Рекърдс от 2012 до 2024
- Нанси – в Диапазон Рекърдс от 2018 до 2019
- Наско Терзиев – в Диапазон Рекърдс от 2013 до 2015
- Николета – в Диапазон Рекърдс от 2015 до 2017
- Панко – в Ара Аудио-видео от 1999 до 2003
- Петьо Стратиев – в Диапазон Рекърдс от 2011 до 2012
- Рени – в Диапазон Рекърдс от 2009 до 2013
- Рики – в Диапазон Рекърдс от 1998 до 1999
- Румина – в Диапазон Рекърдс от 2005 до 2010
- Саманта – в Диапазон Рекърдс само 2009
- Самар – В Диапазон Рекърдс от 2023 до 2024
- Севда – в Диапазон Рекърдс само 1998
- Славена – в Диапазон Рекърдс от 2008 до 2015
- Софи Маринова – в Диапазон Рекърдс от 1997 до 2004
- Тина – в Диапазон Рекърдс само 2000
- Цецо – в Диапазон Рекърдс от 1998 до 2001
- Цецо – в Диапазон Рекърдс от 2015 до 2016

### Бивши оркестри, дуети и групи на Диапазон Рекърдс
- дует Елит – В Диапазон Рекърдс от 1998 до 2000
- Лолуги – В Диапазон Рекърдс от 1997 до 2000
- орк. Супер Експрес – В Диапазон Рекърдс от 1996 до 2003